# Закрсница
Закрсница (серб. Закрсница / Zakrsnica) — село в общине Вишеград Республики Сербской Боснии и Герцеговины. В настоящее время село необитаемо.